# Тит Флавій Сабін (батько Веспасіана)

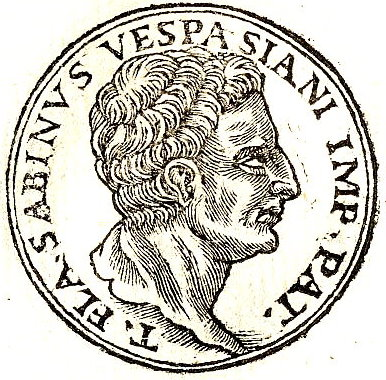
Портрет Тита Флавія Сабіна

Тит Флавій Сабін (20 до н. е. — після 9 н.е.) — римський збирач податків, батько імператора Веспасіана, дід Тита і Доміціана за батьківської лінією.

## Біографія
Сабін був сином римського чиновника, в минулому — центуріона, Тита Флавія Петрона і його дружини Тертулли. Вони походили з римського міста Реате (сьогодні — Рієті). Сабін уникнув військової кар'єри через погане здоров'я, а займався збиранням податків. Найімовірніше, що він належав до стану вершників. Сабін одружився з Веспасією Поллі із титулованого роду Веспасіїв, що дозволило їхнім синам увійти до сенаторського стану.
Светоній пише, що Сабін був збирачем сорокової частки в Азії, і там пізніше стояли статуї у його честь з надписом «Справедливому збирачу». Потім він займався лихварством  в землях гельветів, де й помер. У нього залишилася дружина і двоє синів — повний тезка батька Тит Флавій Сабін, який був консулом 47 року, і майбутній імператор Веспасіан.